# Veine auriculaire postérieure
La veine auriculaire postérieure naît dans la région occipitale latérale, dans un plexus qui communique avec les affluents de la veine occipitale et les veines temporales superficielles.
Elle descend derrière le pavillon de l'oreille devant le bord antérieur du processus mastoïde et rejoint la subdivision postérieure de la veine rétro-mandibulaire pour former la veine jugulaire externe.
Elle reçoit la veine stylo-mastoïdienne, la veine émissaire mastoïdienne et certains affluents de la surface crânienne du pavillon.